# Sutoroberi rodo
Sutoroberi rodo (羽根田征子) è un film del 1991 diretto da Koreyoshi Kurahara.
Conosciuto anche come: Strawberry Road

## Trama
Hisa Ishii e suo fratello Akira emigrano dal Giappone nelle campagne della California e aprono una fattoria di fragole, integrandosi  nella vita della comunità.